# Cheshire
|  | Per a altres significats, vegeu «Cheshire (desambiguació)». |

Cheshire (pronunciat /ˈtʃɛʃər/ o /ˈtʃɛʃɪər/); antigament dit Comtat Palatí de Chester, és un comtat d'Anglaterra famós per la seua producció de sal i formatge. Limita al nord amb els comtat de Merseyside i Gran Manchester, a l'est amb el comtat de Derbyshire, al sud amb els comtats anglesos de Staffordshire, Shropshire, i amb els comtats gal·lesos de Flintshire i Wrexham. A l'oest està la mar d'Irlanda. La seva geografia està creuada per molts canals i rius, el més important el riu Mersey. Els límits territorials han variat al llarg dels anys i, en part per això, en gal·lès el nom d'aquest comtat és Swydd Gaerlleon.

## Geografia
Cheshire ocupa una plana de terra argilosa que separa els turons del nord de Gal·les amb el districte Peak de Derbyshire, un espai també conegut com "l'escletxa de Cheshire". Aquest relleu es va formar amb la retirada d'una glacera que va deixar diversos clots del tipus kettle, localment anomenats meres. La roca mare d'aquesta regió és principalment gres del Triàsic, la qual s'ha extret en alguns llocs per al seu aprofitament, per exemple a Runcorn, d'on van sortir les pedres rogenques amb què es va fer la catedral de Liverpool i la de Chester.
La meitat oriental del comtat és material format a començaments del Triassic, l'anomenat estrat de fangolita de Mèrcia, que conté dipòsits de sal que s'han extret des de l'antiguitat a la rodalia de Winsford. Separada d'aquesta àrea està l'estrat de gres de Sherwood, format a finals del Triàsic, situat cap a l'oest en forma de relleu prominent i anomenat Mid Cheshire Ridge. A 55 km hi ha una sendera, la Sandstone Trail, que segueix la carena d'aquest promontori des de Frodsham fins a Whitchurch travessant el bosc de Delamere, passant a la vora del castell de Beeston i d'algunes restes d'assentaments humans de començaments de l'edat del ferro.
El punt més elevat de Cheshire és Shining Tor, situat en la frontera amb Derbyshire, entre les poblacions de Macclesfield i Buxton, a 559 msnm. Abans que es canviessin els límits territorials l'any 1974, el cim més elevat del comtat era Black Hill, a 582 msnm, que està a prop de Crowden a l'extrem oriental, tocant al West Riding de Yorkshire. El Black Hill és ara el punt més elevat de West Yorkshire.

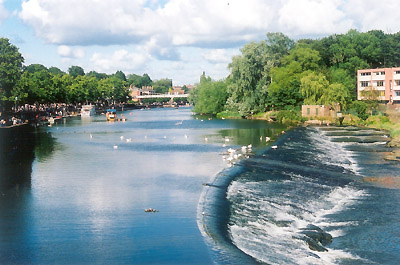
Resclosa al riu Dee, a Cheshire.

Hi ha molts rius que reguen el comtat, alguns dels quals estan units formant canals:
- Canal Bridgewater
- Canal Macclesfield
- Manchester Ship Canal
- Riu Bollin
- Riu Croco
- Riu Dane
- Riu Dean
- Riu Dee (Afon Dyfrdwy)
- Riu Gowy
- Riu Goyt
- Riu Mersey
- Riu Weaver i canal Weaver
- Riu Wheelock
- Shropshire Union Canal
- Canal de Llangollen
- Canal Trent i Mersey

El sistema de canals de Cheshire és un conjunt de canalitzacions que es van construir per transportar els productes fabricats al comtat, la majoria químics. Actualment es fan servir amb finalitat d'esbarjo. L'anomenat Anell de Cheshire, comprèn els anal de: Rochdale, Ashton, Peak Forest, Macclesfield, Trent i Mersey-Bridgewater.
El Manchester Ship Canal és un altre canal més ample que l'Anell de Chesire, que i es va crear el 1894. Consisteix en la unió dels rius Irwell i Mersey, fets navegables mitjançant rescloses des de Manchester fins a l'estuari del Mersey. Aquest canal travessa el comtat de Chesire d'est a oest, per la part nord, passant per les ciutats de Runcorn i Warrington.

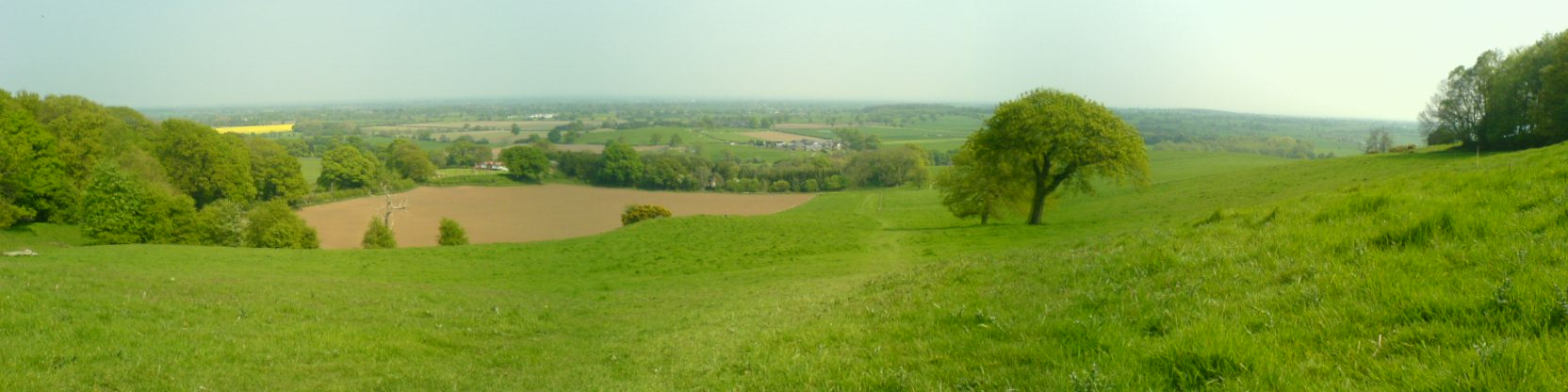
La plana de Chesire, vora Beeston.

## Poblacions i habitants
Cheshire és un comtat cerimonial, això vol dir que, encara que des del 1977 no hi ha una seu administrativa per a tot el comtat, està representada per dos càrrecs: el Lord Lieutenant i el High Sheriff amb funcions merament protocol·làries.
L'administració del comtat està repartida en quatre organismes del tipus autoritat unitària, que són: Cheshire Est, Cheshire Oest i Chester, Halton, i Warrington. Els quatre comparteixen el servei de bombers i de policia, gestionats des del Cheshire Fire anf Rescue Authority(bombers) format per un equip de quatre autoritats; i pel Cheshire Constabulary (policia) dirigida per una autoritat, el Cheshire Police and Crime Commissioner.
| districte               | seu administrativa | habitants(2015) | extensió (km²) | densitat (hab/km²) |
| ----------------------- | ------------------ | --------------- | -------------- | ------------------ |
| Cheshire Est            | Sandbach           | 375.400         | 1.166          | 321                |
| Cheshire Oest i Chester | Chester            | 333.900         | 916,7          | 364                |
| Halton                  | Widnes             | 126.500         | 79,08          | 1.600              |
| Warrington              | Warrington         | 207.700         | 180,6          | 1.149              |

Algunes poblacions que històricament van ser part del comtat de Cheshire, estan ara en els comtats de Derbyshire, Merseyside i Greater Manchester.

## Història

### Creació i primeres divisions
El nom del comtat deriva del nom antic que tenia la ciutat de Cheshire. A la Crònica anglosaxona consta amb el nom Legeceasterscir, que vol dir «el comtat de la ciutat de les legions». Encara que el nom ja apareix escrit l'any 980, es creu que el comtat va ser creat oficialment pel rei Eduard el Vell vora l'any 920. En el Domesday Book, està escrit amb la forma Cestrescir. En aquell moment comprenia territoris que van passar després a Gal·les: dos hundreds sencers (Atiscross i Exestan) que més endavant esdevindrien Flintshire (Gal·les); també hi havia una gran porció del hundred Duddestan, que després es va dir Maelor Saesneg quan va ser transferit al nord de Gal·les. És per això i per altres raons que en gal·lès el nom d'aquest comtat és Swydd Gaerlleon. La zona entre el riu Mersey i Ribble (escrit al Domesday Book "Inter Ripam et Mersam") formava part del que es va tornar a Cheshire. Aquesta expressió del llibre s'ha interpretat de la següent manera: en aquell temps el sud de Lancashire era part de Cheshire; però unes investigacions més acurades indiquen que la frontera entre Cheshire i el que seria Lancashire va ser sempre el riu Mersey. Amb poques variacions d'escriptura, la llista completa dels hundreds de Cheshire era: Atiscross, Bochelau, Chester, Dudestan, Exestan, Hamestan, Middlewich, Riseton, Roelau, Tunendune, Warmundestrou i Wilaveston.
Després que Guillem el Conqueridor arribés a Anglaterra el 1066 i ocupés el tron, es va trobar amb la resistència d'aquest comtat durant anys. El 1069 el rei va acabar amb les dissensions fent una ferotge campanya militar. Alguns terratinents com el comte Edwin de Mèrcia, van perdre la possessió de les seves terres, les quals van ser repartides entre els barons normands. Degut a la posició fronterera de Cheshire amb Gal·les, un territori potencialment hostil i difícil de controlar, Guillem va fer de Cheshire un comtat palatí i així el comte estava compensat amb un poder relativament autònom respecte del rei. Primer va concedir a Gerbod el Flamenc el títol de comte de Chester (earl of Chester), però quan Gerbod va tornar a Normandia vers l'any 1070, el rei va aprofitar la seva absència per declarar el títol abandonat i el va traspassar a Hugh d'Avranches (dit Hugh el Llop).

### Les baronies del comtat palatí
El comtat palatí es va dividir en baronies, administrades per senyors feudals, nomenats pel comte; igual com el rei concedia baronies en altres llocs d'Anglaterra. Un exemple és la baronia de Halton. Un d'aquests barons al servei d'Hugh d'Avranches va ser Robert Nicholls, baró d'Halton i Montebourg.

### Territoris traspassats a Lancashire
L'any 1182 les terres al nord del Mersey van ser traspassades al nou comtat de Lancashire, cosa que resolia la polèmica sobre l'expressió "Inter Ripam et Mersam". Els deu primers hundreds, amb els anys es van agrupar en set: Broxton, Bucklow, Eddisbury, Macclesfield, Nantwich, Northwich i Wirral.

### Terres obtingudes de Gal·les
El 1397 el comtat va annexar terres del la marca de Gal·les i va adquirir l'estatus de principat. Això va ser en agraïment pel suport que els homes del comtat van donar al rei Ricard II, en especial el cos militar anomenat Cheshire Guard format per 500 soldats de lleva del comtat. Des de llavor el rei es va fer dir "rei d'Anglaterra i França, senyor d'Irlanda, i príncep de Chester". Cap altre comtat anglès va rebre un honor semblant, tot i que va perdre aquesta distinció a la mort de Ricard l'any 1399.

### Terres retornades al Gran Manchester i Merseyside
Amb la llei de governs locals del 1972, que va entrar en vigor l'abril del 1974, algunes àrees del nord van ser transferides als comtats no metropolitans de Gran Manchester i Merseyside. Stockport (que anteriorment tenia la categoria de county borough), Altrincham, Hyde, Dukinfield i Stalybridge van passar al Gran Manchester. La major part de la península de Wirral, situada al nord-oest, més els county boroughs de Birkenhead i Wallasey, van passar a Merseyside per formar el districte metropolità de Wirral. Al mateix temps el districte rural de Tintwistle va ser transferit a Derbyshire. L'àrea al sud de Lancashire que no estava inclosa en el comtat de Merseyside ni en el del Greater Manchester: Widnes i la ciutat de Warrington, van quedar com a part del nou comtat no metropolità de Cheshire.

### Creació de les autoritats unitàries
L'1 d'abril del 1998, Halton i Warrington van esdevenir autoritat unitàries independents del Consell del Comtat de Cheshire, però segueixen sent part del comtat cerimonial ja sigui per qüestions protocol·làries o també per qüestions relacionades amb el servei de policia o bombers.

### Proposta d'assemblees regionals
El 2004 es va fer una proposta per a reformar el govern local amb una assemblea regional, que s'hauria de sotmetre a referèndum, que finalment no es va portar a terme.

### Abolició del Consell del Comtat de Cheshire

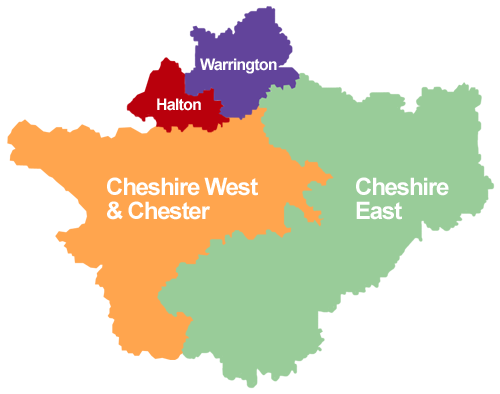
Els quatre districtes

Com a part de la reestructuració aprovada l'abril del 2009, el Consell del Comtat de Cheshire i els districtes de Cheshire van quedar abolits i es van reemplaçar per les unitats autoritàries: Cheshire Est, Cheshire Oest i Chester. La unitat formada per Halton i Warrington, ja existent, no va quedar afectada per la reforma.
Des de l'1 d'abril del 1974 l'àrea sota control del consell del comtat estava organitzada en vuit districtes: Chester, Congleton, Crewe i Nantwich, Ellesmere Port i Neston, Halton, Macclesfield, Vale Royal i Warrington. Halton (que inclou les ciutats de Runcorn i Widnes) i Warrington van esdevenir unitats autoritàries el 1998. La resta de districtes van quedar abolits.
El 25 de juliol del 2007, el secretari d'estat, Hazel Blears va anunciar la intenció de dividir el comtat en només dues unitats autoritàries: Cheshire Oest i Chester, i Cheshire Est. Molts ciutadans van escriure cartes als diaris expressant el sentiment que aquesta decisió s'havia pres des de la Unió Europea però que els habitants del comtat n'estaven en contra. L'ajuntament de Congleton va presentar un recurs judicial l'octubre del 2007, que va ser rebutjada pel tribunal el 4 de març del 2008.

## Economia

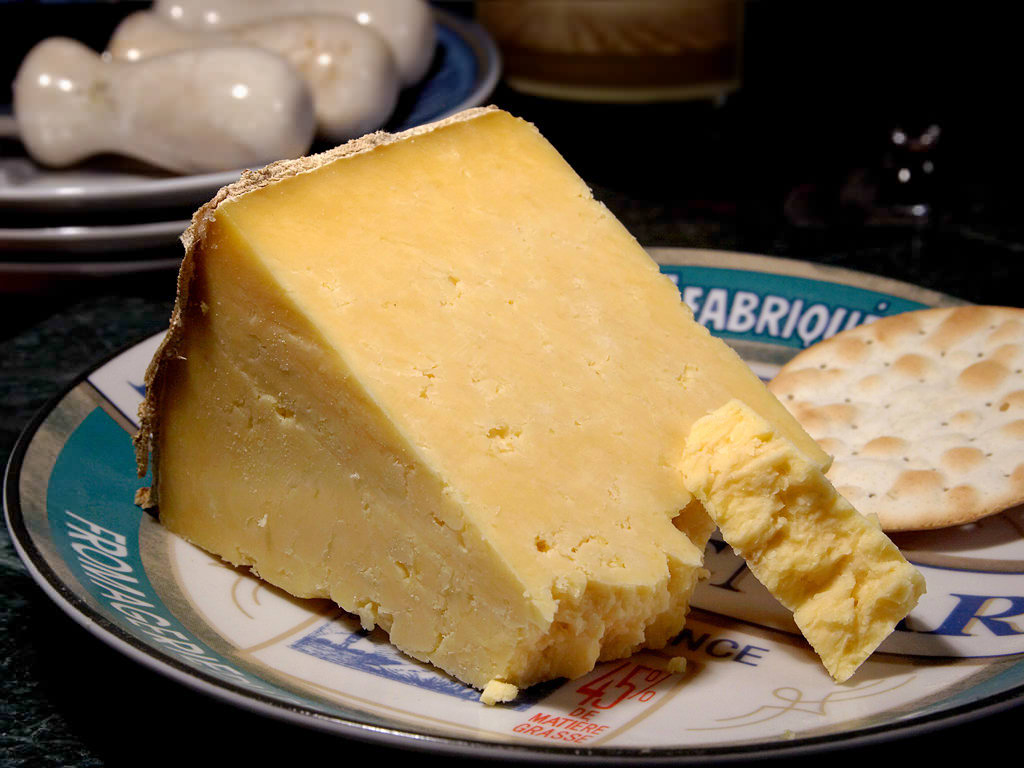
El formatge de Cheshire.

Cheshire té una economia diversa, els sectors més destacats són: l'agricultura, l'automoció, la biotecnologia, la indústria química, els serveis financers, alimentació i begudes, TIC, i turisme. La contrada és famosa per la producció del formatge de Cheshire, la sal i la seda. Històricament s'ha vist beneficiada pels inventors locals, capdavanters en els seus camps.
Chesire és un comtat eminentment rural, la majoria de la població viu a prop de granges centrades en la cria de vaques i en la fabricació de productes làctics. Les terres destinades a l'agricultura fluctuen, l'any 2005 hi havia 1.558 km² de terres de conreu repartides entre 4.609 propietaris; mentre que 8,51 km² estaven destinats a les granges de productes làctics i 11,78 km² destinats al pasturatge de vaques i ovelles.

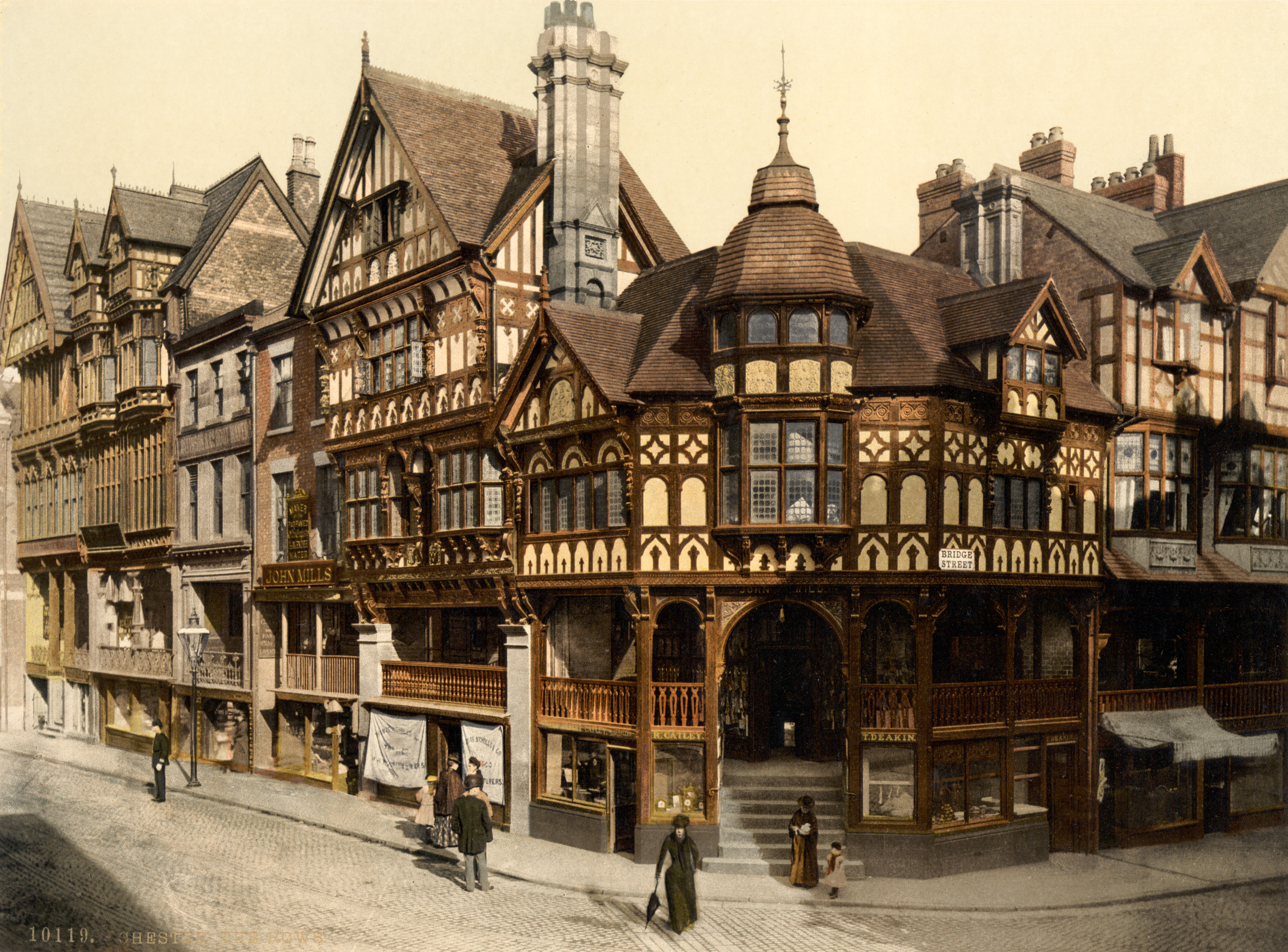
L'arquitectura antiga atreu l'atenció de turistes

La indústria química de Cheshire es va crear en l'època romana, amb les salines de Middlewich i Northwich i encara se'n produeix, comercialitzada per l'empresa British Salt. Aquesta indústria va donar origen a altres de tipus químic situades a la rodalia de Northwich. Les principals empreses d'aquest sector són: Brunner Mond, Ineos (anteriorment ICI), Essar Refinery (anteriorment Shell Stanlow Refinery.
La ciutat de Crewe va ser el centre de la indústria ferroviària britànica i encara és una important estació d'enllaç. L'empresa Crewe railway works, fundada el 1840, donava feina a unes 20.000 persones, en l'època d'esplendor, però avui dia no arriba als 1.000 treballadors. A Crewe també està la seu dels cotxes Bentley. En altres ciutats del comtat hi ha fàbriques de les marques Jaguar i Vauxhall Motors. També hi ha empreses d'aviació: BAE Systemsa l'aeròdrom de Woodford, que ha dissenyat avions de combat; i la Broughton recentment associada a la companyia Airbus.
El turisme és un altre sector important, generalment hi ha una ocupació de vuit milions de llits d'hotel,per visitants nacionals i estrangers. L'any 2003 van arribar més de 2,8 milions de turistes.
A començaments del 2003 hi havia 22.020 empreses enregistrades a Cheshire, un augment el 7% des del 1998, la majoria dedicades al sector de serveis (31,9%) i a la venda al detall (21,7%). Entre el 2002 i el 2003 el nombre de negocis va créixer en quatre sectors: administració pública i altres serveis (6 %), hotels i restaurants (5,1%), construcció (1,7%), i empreses (1 %). El comtat va experimentar la reducció de llocs de treball més gran entre el 2001 i el 2002 en els sectors de l'energia i subministrament d'aigua i també en treballs a les fabriques, mentre que en aquest període es va notar un augment en els treballs relacionats amb hotels i botigues.
Cheshire és considerat un comtat amb força moviment dels seus residents. A causa de la seva proximitat a les grans ciutats de Manchester i Liverpool, hi ha força habitants que es traslladen per treballar fora del comtat encara que mantenen la seva residència aquí. Cheshire Oest té molts residents que es desplacen diàriament a Liverpool o Manchester, mentre que Northwich i l'àrea de Cheshire Est estan més sota el radi d'influència de Manchester.

## Ciutadans il·lustres
- Lewis Carroll (1832 - 1898), sacerdot anglicà, escriptor, fotògraf, lògic i matemàtic, autor d'Alícia al país de les meravelles.
- Ian Curtis (1956 - 1980), cantant del grup Joy Division.
- John Lodge Ellerton (1801-1873), compositor.
- Harry Styles[24][25] (1994) integrant del grup de música One Direction.
- Thomas Bateson (1570-1630), compositor madrigalista.[26]